# Nealyda
Nealyda is een geslacht van vlinders van de familie tastermotten (Gelechiidae).

## Soorten
- N. accincta Meyrick, 1923
- N. bicolor (Walsingham, 1892)
- N. bifidella Dietz, 1900
- N. bougainvilleae Hering, 1955
- N. kinzelella Busck, 1900
- N. leucozostra Meyrick, 1923
- N. neopisoniae Clarke, 1946
- N. panchromatica (Meyrick, 1926)
- N. phytolaccae Clarke, 1946
- N. pisoniae Busck, 1900